# فرار از خانه
فرار از خانه به اقدام به دوری و عدم بازگشت به منزل و ترک اعضای خانواده، بدون اجازه والدین، قیّم، یا وصی قانونی گفته می‌شود. بر اساس آمار سازمان بهداشت جهانی، سالانه یک میلیون نوجوان ۱۹ –۱۳ ساله از خانه فرار می‌کنند که ۷۴ درصد آن‌ها دختر هستند.

## در ایران
دختران فراری، به دخترانی گفته می‌شود که به دلایل مختلفی از خانه و خانواده‌شان فرار می‌کنند و به جامعه پناه می‌برند. به گفتهٔ مدیر کل دفتر آسیب‌های اجتماعی در ایران حدود ۸۰ درصد دختران در ۲۴ ساعت اول بعد از فرار مورد تجاوز جنسی قرار می‌گیرند.
در سال‌های اخیر، پدیده «دختران فراری» به معضلی اجتماعی در ایران تبدیل شده‌است.
گفتنی است که در کشورهای اروپایی و آمریکا دخترانی که به هر دلیلی از خانه‌هایشان فرار می‌کنند، به‌طور اتوماتیک تحت حمایت بنیادهای حمایتی دولتی و نیکوکاری درمیایند و به مکانهایی امن زیر نظر روانکاوان و متخصصان حمایت از زنان منتقل می‌شوند اما در ایران به خاطر جرم بودن اصل قضیه دخترانی که جایی برای پناه بردن ندارند، اکثراً به افراد غریبه متوسل می‌شوند که در اکثر این موارد مورد تجاوزات پی در پی قرار می‌گیرند و نهایتاً جذب باندهای فساد داخلی یا خارجی می‌شوند و با این شرایط در صورت دستگیری این دختران در بعضی موارد به زندان افتاده و در مواردی هم توسط مقامات قضایی به خانواده‌هایی که به دلایلی ازشان فراری شده‌اند، بازگردانده می‌شوند.
پدیده «دختران فراری» در تهران و شهرستانها رو به افزایش چشمگیری دارد، اما این معضل اجتماعی به ویژه در شهرهای مذهبی و اطراف حرمهای زیارتگاه‌ها به طرزی چشمگیر خودنمایی می‌کند. بر اساس گزارش محرمانه ای که چندی پیش از سوی معاونت پرورشی وزارت آموزش و پرورش منتشر شد، علاوه بر افزایش بی‌سابقه تعداد، کاهش متوسط سن دختران فراری در ایران هم‌اکنون به حداقل نه سال ذکر شده‌است.
از آنجا که ۲ علت مهم فراردختران از خانه: ۱-تحمیل عقاید والدین به دخترانی است که سن بلوغ را طی می‌کنند و ۲-اجبار آنان به ازدواج ناخواسته است طبیعتاً این امر در سنین ۱۴ تا ۲۰ سالگی بیشتر رخ می‌دهد.
در مورد خطرات و معضلات فرار دختران از خانه در ایران، فیلمهای سینمایی همچون «دختری با کفشهای کتانی» و «نگین» و … ساخته شده‌اند که به موضوع فرار دختران از خانه و معضلات و پیامدهای آن می‌پردازند. همچنین فیلمهای مستند مرتبط با همین موضوع را می‌توان در سینمای زیرزمینی جستجو کرد که اکثراً در تلویزیونهای کشورهای خارجی نمایش میابند.